# DJK Germania Gladbeck
Die DJK Germania Gladbeck (offiziell: Deutsche Jugendkraft Germania Gladbeck e.V.) war ein 1923 gegründeter Mehrspartensportverein aus Gladbeck. Ihre Heimspiele trug die Fußballabteilung DJK Germania Gladbeck auf dem Sportplatz Krusenkamp aus. Die Spiele in der Oberliga Westfalen wurden derweil allesamt im Stadion Gladbeck ausgetragen.

## Geschichte
Mit der Vizemeisterschaft der Verbandsliga Westfalen und dem damit verbundenen Aufstieg in die Oberliga Westfalen im Jahr 2007 errang der Verein seinen größten Erfolg. Als Siebter der folgenden Oberligasaison war die Mannschaft sportlich für die neu geschaffene NRW-Liga qualifiziert. Jedoch wurde die notwendige Lizenz durch den Westdeutschen Fußball- und Leichtathletikverband verweigert, da Unterlagen unvollständig eingereicht wurden. Am Ende der Saison 2008/09 stieg die DJK Germania Gladbeck aus der Westfalenliga ab. Sodann wurde im Juli 2009 mitgeteilt, dass die Mannschaft aus der Landesliga zurückgezogen wird. Am Spielbetrieb der Saison 2009/10 nahm die DJK Germania Gladbeck mit einer neu gebildeten II. Mannschaft in der Kreisliga C, Gruppe 3 teil.
Die finanzielle Situation ließ sich trotz der einschneidenden Maßnahmen nicht beruhigen. Im Januar 2010 wurde der Antrag auf Eröffnung eines Insolvenzverfahrens gestellt. Im Februar 2010 wurde der Verein aufgrund ausstehender Zahlungen vom Fußball- und Leichtathletik-Verband Westfalen (FLVW) vom Verband und somit vom Spielbetrieb ausgeschlossen. Mitglieder der Fußball-Abteilung der DJK Germania Gladbeck sahen sich in der Folge gezwungen, Maßnahmen zu ergreifen, damit der Fußball am Standort erhalten bliebe. Zur Saison 2010/11 nahm auf der Sportanlage "Am Krusenkamp" die DJK Alemannia Gladbeck 2010 als neuer Verein den Spielbetrieb in der Kreisliga C wieder auf. Im Oktober 2014 löste sich Alemannia Gladbeck auf.
Lange Zeit bestand die DJK Germania Gladbeck aus den Abteilungen Budo, Fußball, Gymnastik, Handball und Tischtennis. Die Gymnastikabteilung löste sich im Februar 2010 auf und schloss sich dem Verein Sport für betagte Bürger in Gladbeck an. Die Budo-Abteilung ist seit März 2010 Mitglied des Kneipp-Vereins Gladbeck. Seit dem 1. April 2010 war der Verein aufgrund eigener Abmeldung nicht mehr Mitglied des DJK Bundesverbandes und durfte somit den Zusatz DJK und das Logo nicht mehr führen. In der Saison 2016/17 nimmt nur noch die Handball-Mannschaft am Spielbetrieb teil.

## Trainer
- Mircea Onisemiuc (2008–2009)